# Cremaster 5
Cremaster 5  è un mediometraggio del 1997, diretto da Matthew Barney. Cremaster 5 ha avuto due seguiti: Cremaster 2 (1999) e Cremaster 3 (2002).

## Descrizione
Cortometraggio sperimentale del ciclo Cremaster che allude alla posizione degli organi riproduttivi durante il processo di sviluppo embrionale.

## Ciclo
- Cremaster 1 (1996)
- Cremaster 2 (1999)
- Cremaster 3 (2002)
- Cremaster 4 (1994)